# ヌード (SILVAの曲)
「ヌード」は、SILVAの5枚目のシングル。1999年10月6日発売。

## 収録曲
1. ヌード
  - 作詞：SILVA 作曲・編曲：朝本浩文

TBS系「王様のブランチ」エンディングテーマ
2. Mothership
  - 作詞・作曲：SILVA 編曲：CHOKKAKU
3. Mothership（AKIO MILAN PARK MIX STARSHIP IN THE COTHAMCITY）
4. ヌード（Instrumental）

## 参加ミュージシャン
ヌード
- 岡田陽助：Guitar
- 沖山優司：Bass
- 佐々木久美：Chorus
- 金原千恵子ストリングス：Strings

Mothership
- 松原秀樹：Bass
- 山本拓夫：Soprano Saxophone